# 攝政 (龍族前傳)
〈攝政〉（英語：Regent）是美國HBO奇幻劇情电视剧《龍族前傳》第二季的第五集。該集由蒂·米克爾（Ti Mikkel）編劇，克萊爾·基爾納執導，並於2024年7月14日首播。
該集獲得大多數的正面評價，影評人稱讚其執導、編劇、角色發展、演員的演出（尤其是奧利薇亞·庫克、艾瑪·達西、馬特·史密斯和伊旺·米切爾）、戴蒙在赫倫堡的場景、君臨的平民場景以及雷妮拉和兒子小傑在最後一幕的對話。

## 劇情

### 君臨
克里斯頓·科爾爵士（法比恩·法蘭科 飾）在街道上將梅麗亞斯的頭顱遊街示眾，快要餓死的君臨民眾卻認為這是不祥之兆。伊耿·坦格利安二世國王（湯姆·格林-卡尼 飾）在鴉棲堡之戰中倖存下來，但他處於昏迷狀態且半邊身體嚴重燙傷，而他的龍陽炎則被假定死亡；克里斯頓拒絕告訴亞莉森·海塔爾太后（奧利薇亞·庫克 飾）有關戰鬥的過程。考慮到伊耿二世昏迷無法處理國務，儘管亞莉森要求由自己攝政，但御前會議還是因為性別原因而選擇委任伊蒙德·坦格利安王子（伊旺·米切爾 飾）為攝政王。
鐵鎚修夫（基蘭·貝 飾）與妻子凱特（埃洛拉·托爾奇亞 飾）討論過後決定帶同生病的女兒離開君臨。他們與一群平民試圖逃離，但剛被委任為攝政王的伊蒙德隨之下令關閉城門。伊蒙德站在王座廳盯著鐵王座，海倫娜·坦格利安王后（菲婭·薩班 飾）詢問為了鐵王座是否值得付出這般代價。

### 赫倫堡和河間地
戴蒙·坦格利安親王（馬特·史密斯 飾）夢到自己與母親阿萊莎·坦格利安（艾米琳·藍伯特（Emeline Lambert） 飾）亂倫，阿萊莎稱他為自己最喜歡的兒子。戴蒙親身參與赫倫堡的整修工程，並表示希望能被稱作“國王”而非“親王”或“王夫”；他宣稱自己將在率領軍隊進軍君臨後成為“國王”坐上鐵王座，而雷妮拉將可以選擇加入他以“國王與女王”的身份共同統治。
戴蒙帶同威廉·布萊伍德爵士（傑克·帕里-瓊斯（Jack Parry-Jones） 飾）與阿摩斯·布雷肯伯爵（提姆·法拉第（Tim Faraday） 飾）會面，他用龍焰威脅阿摩斯要求布雷肯家族效忠於自己，但阿摩斯拒絕屈服。戴蒙派遣威廉率領布萊伍德家族攻占布雷肯家族的封地石籬城，最終迫使布雷肯家族效忠。亞麗·河文（蓋兒·蘭金 飾）告訴戴蒙她在風中聽到痛苦的呻吟，戴蒙表示自己也聽到類似的聲音。由於布萊伍德家族舉着坦格利安旗幟在石籬城進行劫掠和破壞，一個河間地貴族代表團來到赫倫堡斥責戴蒙是暴君。
傑卡里斯·“小傑”·瓦列利昂王子（哈利·科利特 飾）騎龍飛往孿河城，會見控制河渡口的佛雷家族。小傑得到佛雷家族族長佛利斯特·佛雷侯爵（肯尼斯·科拉德（Kenneth Collard） 飾）和他妻子沙比瑟·佛雷夫人（莎拉·伍華德 飾）的效忠，這樣史塔克家族的北境軍隊就可以渡過綠叉河了；作為交換，小傑同意將赫倫堡封給他們。

### 鷹巢城
簡妮·艾林公爵夫人（阿曼達·科林 飾）告訴雷娜·坦格利安小姐（菲比·坎貝爾 飾）自己想要一條成熟的龍來保護谷地，而不是來到的兩條幼龍。雷娜說簡妮從未指定過龍的大小，現在得到數量更多的龍就應該要感到滿意了。

### 潮頭島
雷妮拉·坦格利安女王（艾瑪·達西 飾）希望科利斯·瓦列利昂伯爵（史提夫·陶森特 飾）成為自己的女王之手，於是派貝拉·坦格利安小姐（貝瑟妮·安東尼亞 飾）將首相徽章交給他。正哀悼離世妻子雷妮絲·坦格利安公主的科利斯最初拒絕邀請，但孫女貝拉最終說服他出任。科利斯打算讓貝拉成為自己的繼承人，但貝拉拒絕了，說她是坦格利安家族的人，而潮頭島需要瓦列利昂家族統治。

### 龍石島
雷妮拉承認自己沒有受過戰爭訓練，但她指出由於韋賽里斯·坦格利安一世國王長期的和平統治，黑黨會議男性成員的戰爭經驗亦並不比她豐富。在彌賽麗亞（水野索諾亞 飾）的幫助下，雷妮拉讓女僕艾琳達·馬賽（喬丹·史蒂文斯（Jordon Stevens） 飾）作為間諜潛入君臨，並派遣黑黨會議成員阿爾弗雷德·布魯姆爵士（傑米·肯納 飾）前往赫倫堡聯絡戴蒙。
雷妮拉惋惜黑黨缺乏馭龍者來騎乘能夠擊敗瓦格哈爾的兩條龍，但兒子小傑表示在其他家族中有可能會找到瓦雷利亞後裔；他們決定搜尋家譜記錄。

## 製作

### 編劇
〈攝政〉由蒂·米克爾（Ti Mikkel）編劇，這是她首次為《龍族前傳》編劇。該集標題指的是綠黨會議討論的“攝政”職位；由於伊蒙德·坦格利安王子擔任的攝政王英文全稱為，因此本頁面僅將英文標題翻譯為職位本身的中文名稱“攝政”。

### 拍攝
該集由克萊爾·基爾納執導，是她繼〈狹海之王〉、〈指引明路〉、〈綠色會議〉和〈殘忍的雷妮拉〉之後為該劇執導的第五集。

### 演員
南娜·波隆戴爾繼上一集之後再次短暫露面飾演戴蒙的第二任妻子蘭娜·瓦列利昂（Laena Velaryon）。
多個角色在該集首次出現，包括阿曼達·科林飾演的簡妮·艾林（Jeyne Arryn）、肯尼斯·科拉德（Kenneth Collard）飾演的佛利斯特·佛雷（Forrest Frey）以及莎拉·伍華德飾演的沙比瑟·佛雷（Sabitha Frey）。此外，艾米琳·藍伯特（Emeline Lambert）飾演的阿萊莎·坦格利安也出現在戴蒙的夢境中。

## 迴響

### 評價
該集獲得大多數的正面評價。根据評論匯總网站爛番茄汇总的11篇评论文章，91%的评论家给予该作正面评价，平均打分为7.10分（满分10分）。
《Den of Geek》的亞歷克·博哈拉德（Alec Bojalad）給該集滿分五顆星的評價並評論道：“該集證明《龍族前傳》比較平靜的時刻往往與龍的毀滅一樣強效。[...]雖然該集沒有任何與鴉棲堡之戰相同動作水平的內容，但仍然是該劇至今為止敘事最緊湊、最符合主題的其中一個小時。”《禿鷲博客》的阿曼達·懷汀（Amanda Whiting）和《Ready Steady Cut》的喬納森·威爾遜（Jonathon Wilson）給該集四顆星的評價（滿分五顆星）；《Screen Rant》的詹姆斯·亨特（James Hunt）給該集三顆半星的評價（滿分五顆星）；《TV Fanatic》的海莉·惠特米爾·懷特（Haley Whitmire White）給該集3.15顆星的評價（滿分五顆星）；《GamesRadar+》的費伊·沃森（Fay Watson）則給該集三顆星的評價（滿分五顆星）。威爾遜總結說：“該劇在經歷瘋狂的一集後平靜下來，〈攝政〉逐步解決鴉棲堡之戰帶來的後果。”亨特評論道：“這是該劇另一引人入勝的劇集，其中有很多強效的角色發展。”沃森寫道：“總而言之該集有不少精彩時刻，但其經常重複且緩慢，無法達到我們至今為止所經歷的戰鬥和龍焰的崇高高度。”
《IGN》的海倫·奧哈拉給該集8分（滿分10分）的評價，她表示：“這是《龍族前傳》正在策劃和等待的另一集。[...]儘管如此，其仍有一些前進的動力，並且有一種正在處理事件的感覺。”《影音俱樂部》的凱莉·德雷（Kayleigh Dray）給該集評分為“B-”並說：“總而言之該集很紮實，但在上週的大戰之後有些虎頭蛇尾。”《IndieWire》的普羅瑪·科斯拉（Proma Khosla）給該集評分為“C”，稱“該集在上週的大戰後散發著必要但簡單的劇情設置味道”。《福布斯》的埃里克·凱恩（Erik Kain）評論該集時寫道：“《龍族前傳》做得非常出色的就是能以某種方式將如此多的故事塞進一集裡，毫不費力地從一個或一組角色跳到下一個角色。需要知曉的內容很多，但要理解或遵循他們並不困難。這不像上週那樣充滿動感，但當綠黨和黑黨離開鴉棲堡並為接下來發生的事情做準備時，該集發生了很多非常重要的事情。”
影評人稱讚演員的演出，尤其是庫克、達西、史密斯和米切爾。《Screen Rant》的亨特稱史密斯的演出“極為精彩”，而《TV Fanatic》的懷特則形容達西的演出“優秀”並補充道：“兩人再次證明他們可以完美地描繪各種情感和概念。在一個小時的時間裡，他們成功涵蓋到悲傷、憤怒、沮喪和通情達理。”《GamesRadar+》的沃森稱讚庫克巧妙地處理角色的挫折、絕望和憤怒，而《福布斯》的凱恩則稱讚米切爾為伊蒙德這個角色帶來的存在感。
許多影評人認為最後一幕、雷妮拉和亞莉森在各自的御前會議中為爭取地位而鬥爭的相似之處、君臨的平民場景以及伊蒙德和小傑的角色發展是該集的精彩部分。影評人稱讚該集的其他方面包括基爾納的執導、米克爾的編劇、假體化妝和特效以及赫倫堡的場景（一位影評人認為這是最出色的故事情節）。然而，該集在科利斯缺乏螢幕時間表現失去雷妮絲的悲傷方面受到了批評。

## 外部連結
- 互联网电影数据库上攝政的资料（英文）

- 《攝政》（页面存档备份，存于）在HBO
- 爛番茄上《攝政》的資料（英文）